# San Martín (Latas)

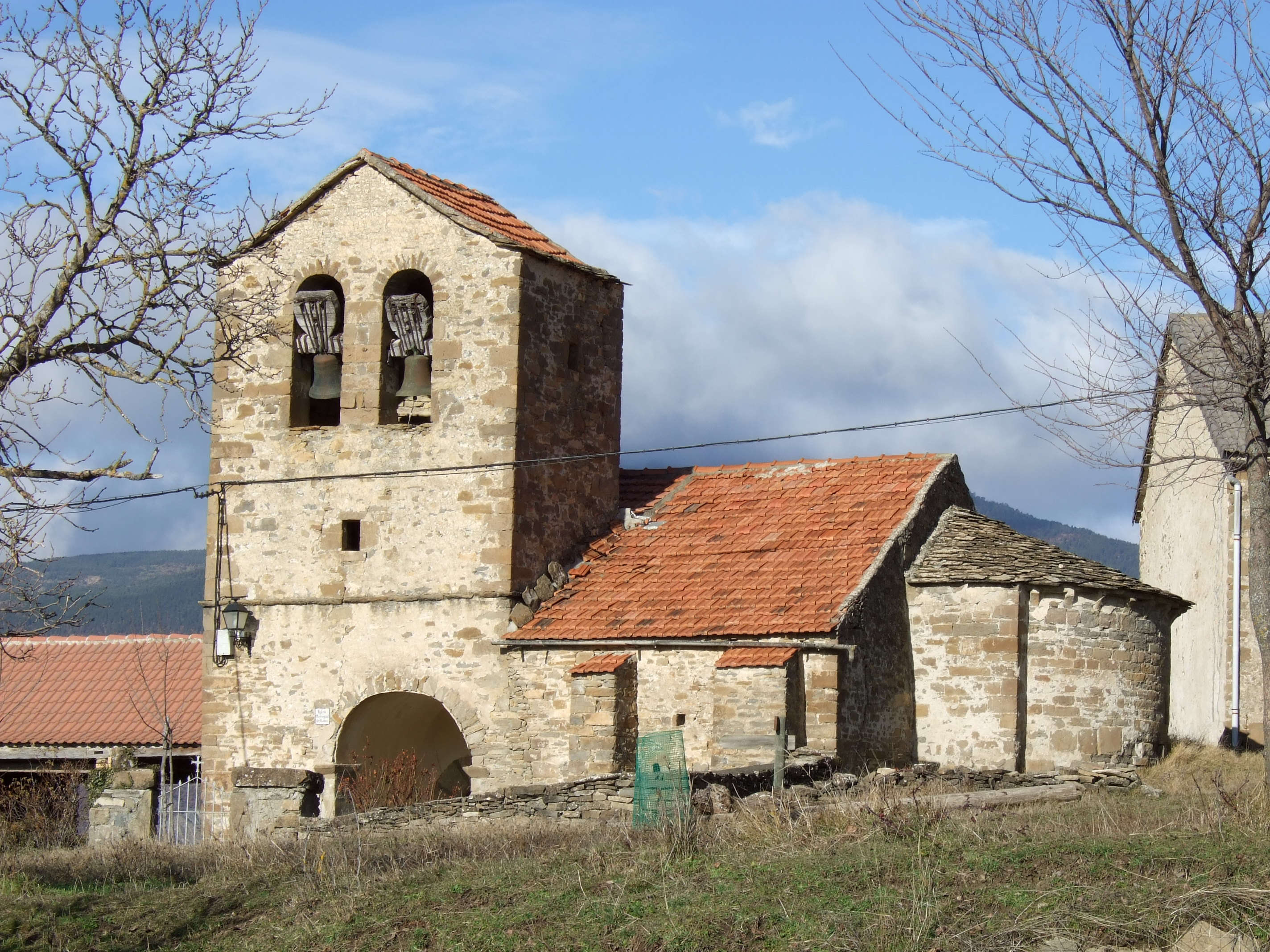
Kirche Santa Martín

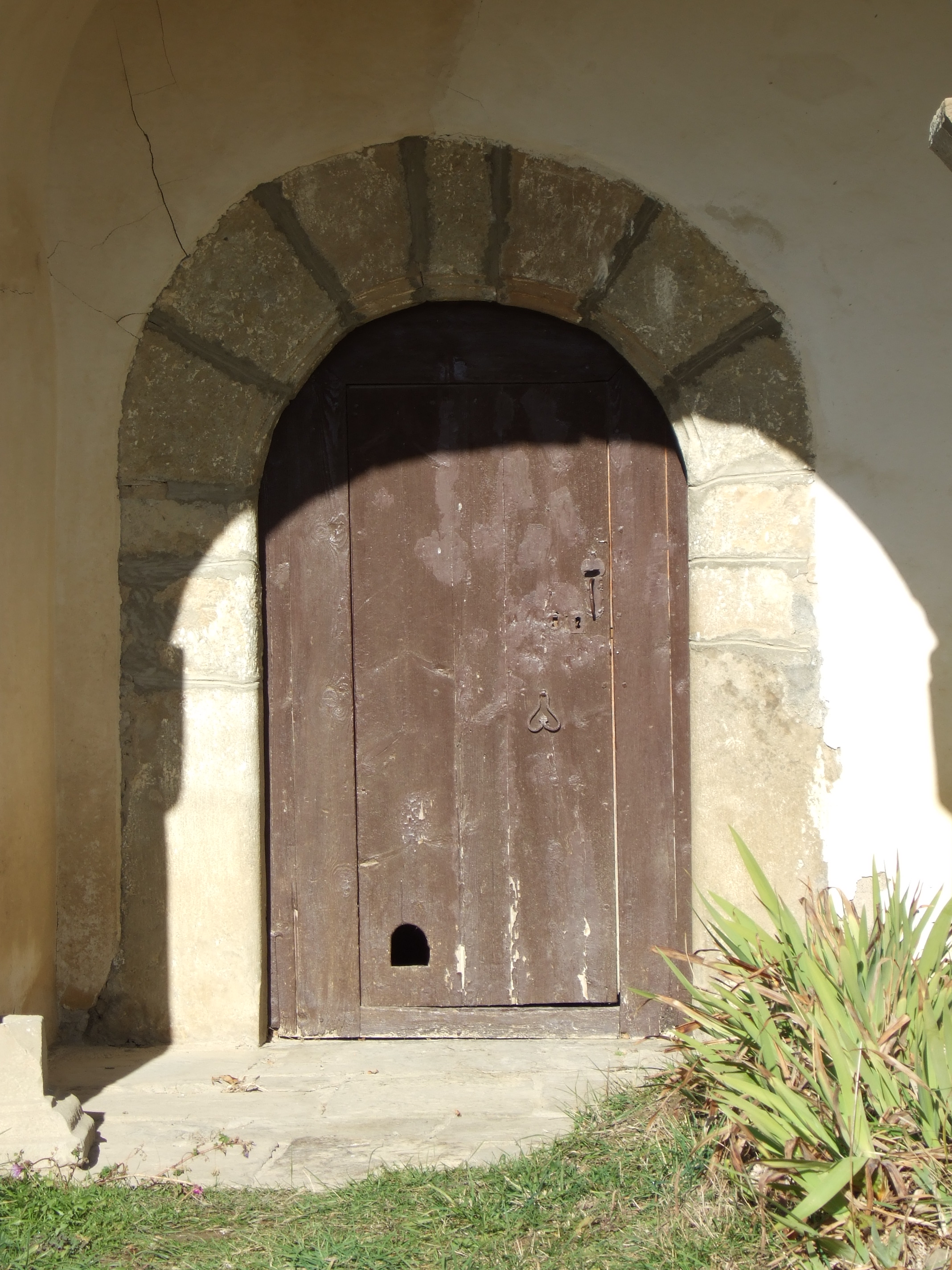
Portal

Die römisch-katholische Pfarrkirche San Martín in Latas, einem Ortsteil der Gemeinde Sabiñánigo in der spanischen Provinz Huesca der Autonomen Gemeinschaft Aragonien, wurde im 12. Jahrhundert errichtet.

## Architektur
Die dem heiligen Martin geweihte Kirche mit einem Schiff und einem halbrunden Chor besitzt einen Turm, der von einem Satteldach gedeckt wird. An der Südseite befindet sich ein von Werksteinen gerahmtes, rundbogiges Portal.